# The Club Is Alive
The Club Is Alive è un brano musicale della boy band britannica JLS, estratto il 2 luglio 2010 come primo singolo dal secondo album del gruppo. Il brano utilizza un campionamento di The Sounf of Music, brano composto da Richard Rodgers e Oscar Hammerstein II per l'omonimo musical del 1959.

## Tracce
CD (B0034K7R8G)
1. The Club Is Alive – 3:36
2. Only Tonight (featuring Chipmunk) – 3:42

## Classifiche
| Classifica (2010) | Posizione più alta |
| ----------------- | ------------------ |
| Europa            | 8                  |
| Irlanda           | 4                  |
| Regno Unito       | 1                  |
| Scozia            | 1                  |